# Hranice dokořán – Rozmówki polsko-czeskie
Hranice dokořán – Rozmówki polsko-czeskie – audycja telewizyjna realizowana w latach 2010–2012 we współpracy TVP Wrocław oraz Telewizji Czeskiej Studio Ostrawa. Do 2012 roku zostanie wyprodukowanych 78 odcinków, które będą emitowane w obu krajach. W Polsce mogą je oglądać widzowie ośrodków regionalnych TVP: we Wrocławiu (w każdą niedzielę o godz. 17:00), Opolu w środy, o 19:30, w Krakowie w czwartki, o godz. 17:15 oraz na antenie TVP Polonia w piątki o godzinie 16:30. W Czechach program jest emitowany w ogólnokrajowym kanale informacyjnym ČT24 (dostępnym również drogą satelitarną) w każdą niedzielę, o godz. 11:00.
Tematyka audycji dotyczy ekonomii, kultury, historii, turystyki oraz szeroko pojętego stylu życia na terenach przygranicznych. Każdy z odcinków jest poświęcony jednemu tematowi wiodącemu, a materiały są realizowane przez polskich i czeskich dziennikarzy na obszarze całego pogranicza.
Audycji przyświeca idea – Polska oczami Czechów, Czechy oczami Polaków.
Autorkami programu są Kinga Wołoszyn-Świerk z TVP Wrocław i Šárka Bednářová z ČT Ostrava. Program prowadzą: Natalia Grosiak, Petr Šiška, Gabriela Lefenda i Paweł Gołębski. Redakcja Paula Jakubowska, tłumaczenie Magdalena
Matkowska-Jerzyk, producent Katarzyna Kozłowska-Domańska.
Czeski tytuł znaczy „Granica otwarta na oścież”.
Audycja współfinansowana jest ze środków Unii Europejskiej w ramach Europejskiego Funduszu Rozwoju Regionalnego Przekraczamy granice, Program Operacyjny Współpracy Transgranicznej Polska-Czechy 2007–2013.